# Reichsmilitärgericht
Reichsmilitärgericht (RMG) – był do 1919 najwyższym niemieckim sądem wojskowym. Po przejęciu władzy w Niemczech przez nazistów funkcję tę pełnił Reichskriegsgericht (RKG).
Siedziba Reichsmilitärgericht mieściła się przy Witzlebenstraße 4-5 w Berlinie (w dzielnicy Charlottenburg).